# 23 وول ستريت

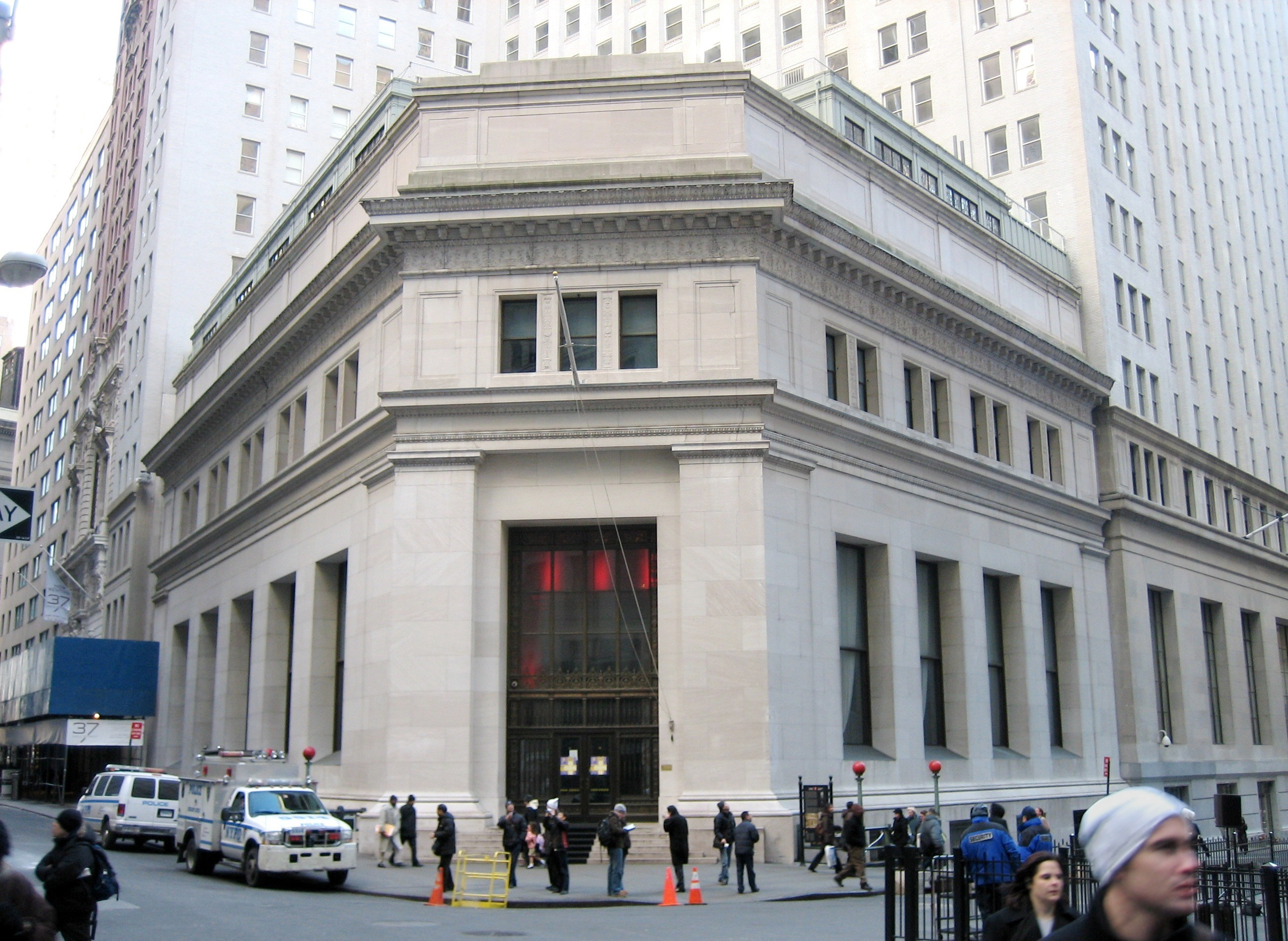
23 وول ستريت

23 وول ستريت (المعروف أيضًا باسم مبنى جيه بي مورجان) هو مبنى مكاتب في الحي المالي في مانهاتن في مدينة نيويورك،
في الركن الجنوبي الشرقي من وول ستريت وشارع برود. صمم تروبريدج وليفينجستون المبنى المكون من أربعة طوابق على الطراز الكلاسيكي الجديد. تم تشييده بين عامي 1913 و 1914 ، وكان في الأصل المقر الرئيسي لشركة جيه بي مورجان آند كو منذ أواخر العقد الأول من القرن الحادي والعشرين، ظل المبنى غير مأهول لفترات طويلة، على الرغم من استخدامه أحيانًا للمناسبات.